# 白旗神社 (鎌倉市西御門)
白旗神社（しらはたじんじゃ）は、神奈川県鎌倉市西御門に鎮座する神社である。元は源頼朝の亡骸が葬られた法華堂があった場所で、70メートルほど東側にある北条義時墓の法華堂遺構と共に、法華堂跡（源頼朝墓・北条義時墓）として国の史跡に指定されている。また義時法華堂遺構隣接地に毛利季光、大江広元、島津忠久、三浦泰村一族の供養墓がある。

## 社史
この地は源頼朝の居館・大蔵幕府跡推定地の北隅の持仏堂があった場所である。社伝によると、持仏堂には小さな観音像が祀られていたが、その観音像は石橋山の戦いのときに、源頼朝が髻（もとどり）の中に納めていた小さな観音像であり、頼朝が厚く信仰していたと伝わる。建久9年（1199年）1月13日に頼朝が没し持仏堂に葬られたのち、法華堂とよばれるようになり、毎年、命日には将軍が参詣し法要を執り行い多くの武将が参列した。その後、鶴岡八幡宮の供僧・相承院によって祭祀が続けられた。明治に入ると廃仏毀釈により石塔の前にあった法華堂は壊され、その跡に、明治5年（1872年）に源頼朝を祭神として白旗神社が建立された。現在の社殿は明治維新100年を記念して1970年（昭和45年）に源頼朝公報恩会の篤志により建立されたものである。現在、鶴岡八幡宮が管理している。
現・社殿が立つ場所から北側の石段を登ったところに、源頼朝墓とされる石塔があり、そこから70メートルほど東側にある山へ登る途中の平坦地に北条義時墓とされる法華堂遺構が発見されている。また、そこから北奥の斜面に鳥居と石段があり、石段上には毛利季光、大江広元、島津忠久の、近世に整備された墓所がある。その石段の鳥居の左手方向に三浦泰村一族の供養墓がある。
鶴岡八幡宮の宮司が当社の宮司を兼任しており、2024年3月に鶴岡八幡宮の神社本庁からの離脱に追従する形で、荏柄天神社とともに神社本庁からの離脱を通告した。

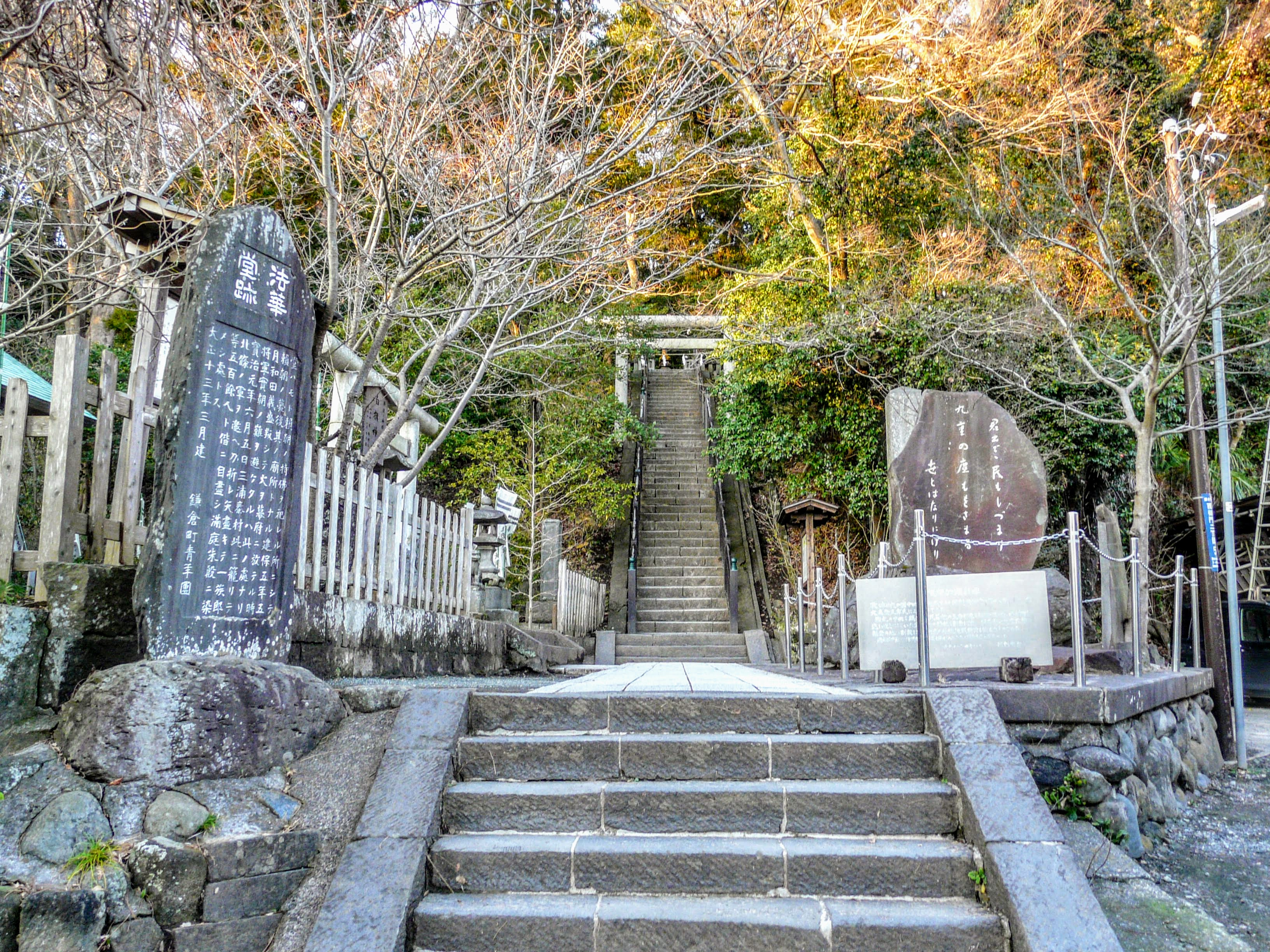
参道
左側に神社社殿、奥の石段を登ると頼朝墓（石塔）

## 祭神
- 源頼朝

## 墓所

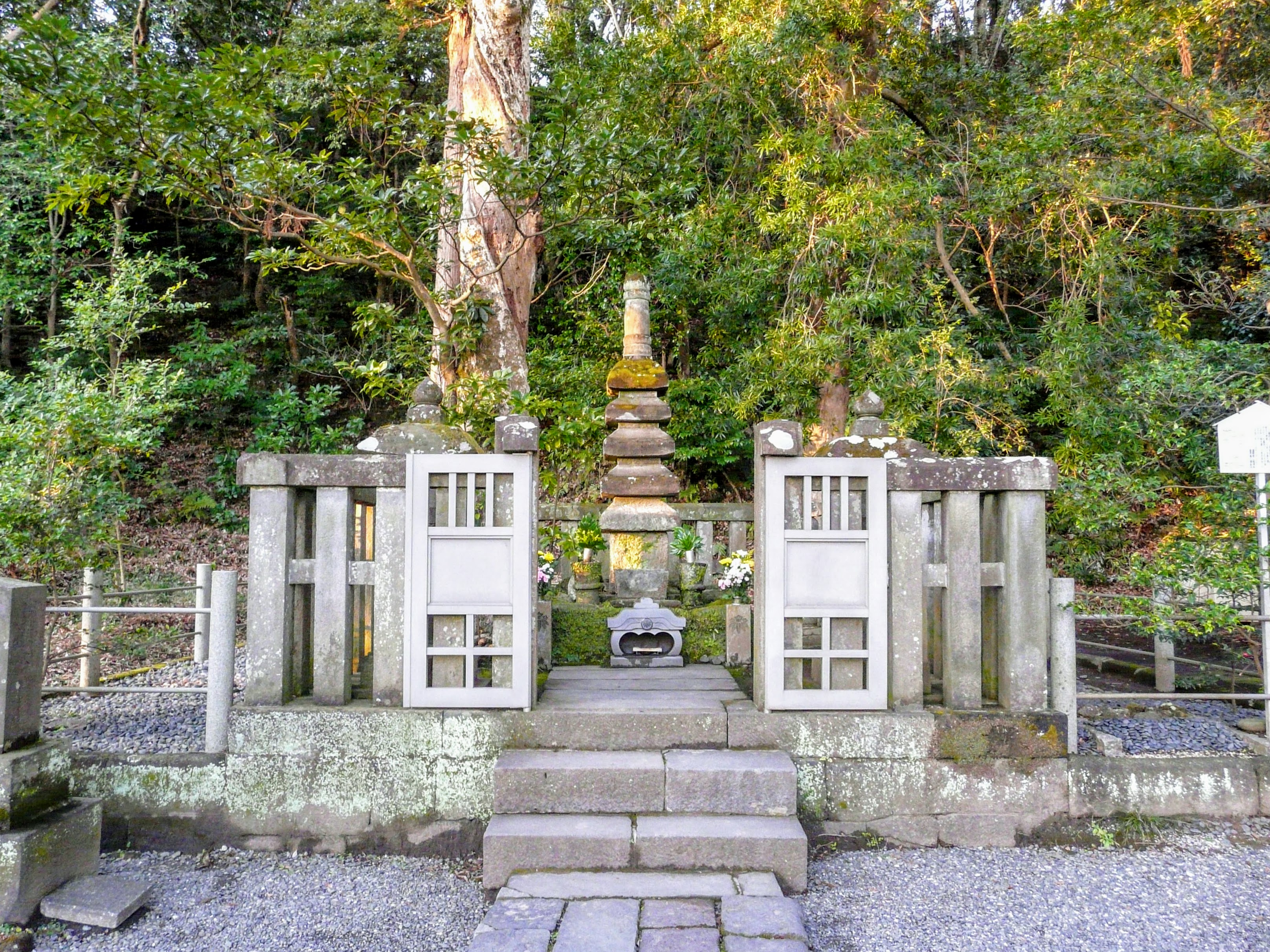
薩摩藩主・島津重豪が整備した源頼朝墓（石塔）

源頼朝墓は、白旗神社が頼朝法華堂跡に建立されたため関連が深いが、北条義時法華堂遺構と義時法華堂遺構に隣接する毛利季光、大江広元、島津忠久、三浦泰村一族供養墓は、白旗神社境内では無いが関連が深いためここで記述する。

### 法華堂跡（源頼朝墓・北条義時墓）

#### 源頼朝墓
白旗神社から石段を登ると、源頼朝墓と伝えられる石塔があるが、源頼朝の廟所である法華堂があった場所と推定されている。頼朝墓の石塔は、安永8年（1779年）に第8代薩摩藩主島津重豪が整備を行い、現在も碑文が墓所内に残るが、碑文に玉垣、灯篭、水盤等が寄贈されたことが記されている。現在の石塔は1989年（平成元年）に塔身と第1層の蓋石を残し毀損したが、1990年（平成2年）に修理・再建したものである。

#### 北条義時墓
北条義時墓は、白旗神社から東側70メートルほどに参道入口石段があり、石段上部にある平坦地に、かつて義時法華堂があった。2005年（平成17年）の鎌倉市教育委員会の発掘調査で、この770平方メートル程度の平坦地の地下から廟所である法華堂の遺構が発見されている。遺構の位置が、鎌倉時代の歴史書『吾妻鏡』元仁元年6月18日条に「前奥州（義時）禅門葬送す。故大将（頼朝）家の法華堂の東の山上をもって墳墓となす」と記述があり、頼朝墓からの方位と地形が一致しているため、北条義時が葬られた法華堂跡であると推定されている。遺構は現在の地表より下にあるため、保護を目的に調査後に埋め戻しが行われ維持管理されている。発掘調査で法華堂の建物の縁束の礎石や柱の跡、雨落ち溝の跡などの位置が判明し、一辺約28尺（8.48メートル）、屋根の軒の出が12.4ｍの規模の三間堂が建っていたことが判明、義時法華堂跡境内の範囲は東西約80メートル、南北約110メートルと推測されている。また鎌倉時代前期から後期の瓦が出土し瓦葺きと推定されている。他には高麗青磁梅瓶、青白磁水注破片等の高級貿易磁器も出土している。埋葬施設等は、近世以降の耕作等による削平を受けているため検出されなかった。礎石や柱跡、雨落ち溝の跡などは、現在、木杭や石で地表に示されている。義時法華堂の存続期間は、『鶴岡社務記録』等の文献史料上の終見が延慶3年（1310年）であることや、出土瓦や遺物（かわらけなどの土器）の年代等から、13世紀末から14世紀初頭ごろまでと推定される。

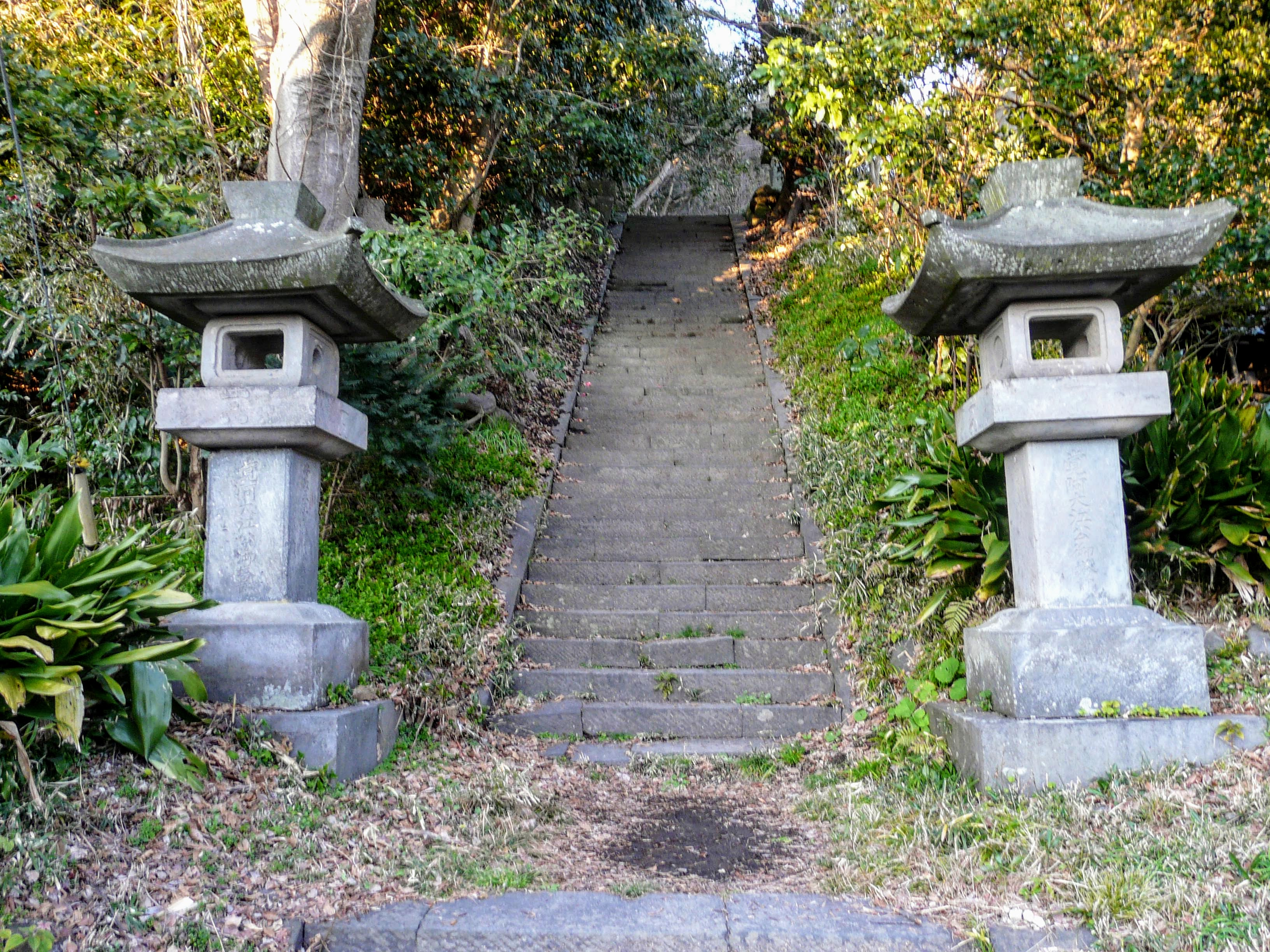
北条義時法華堂跡への参道石段
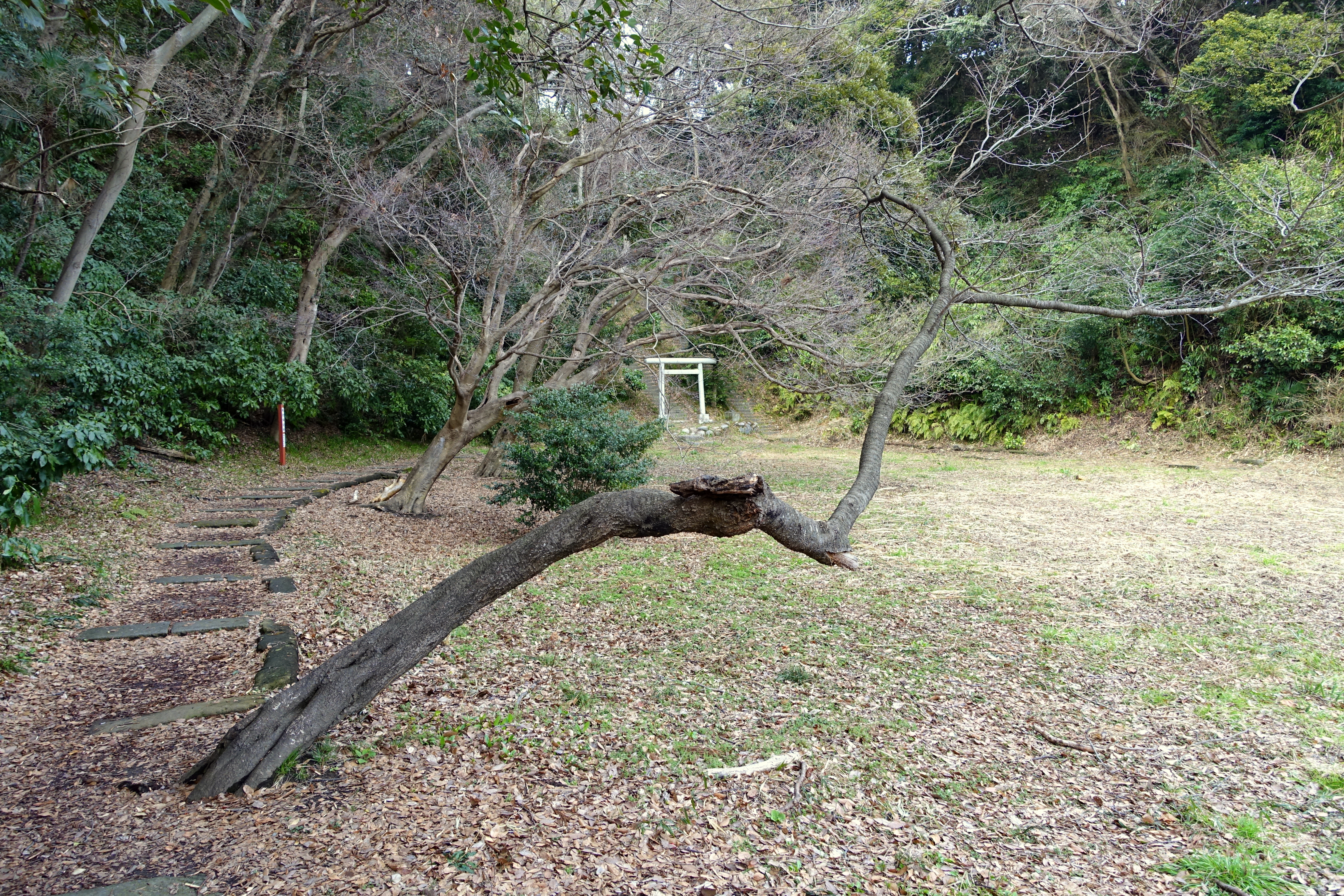
石段上部にある平坦地 地中に法華堂遺構が残る

頼朝の法華堂跡は、標高25.5メートルで約900平方メートルの平場に、義時の法華堂跡は標高23.5メートルで約600平方メートルの平場に造営され、標高や規模は両者の主従関係を明示しているといえ、『吾妻鏡』などの文献史料には、幕府有力者が頼朝法華堂と義時法華堂を参拝したことや、焼亡した両法華堂が幕府によって再興・修復維持されていたことなどが記されていることから、両法華堂跡は、幕府を守護し、また幕府の精神的な拠り所となった墓所跡、寺院跡であると考えられている。

#### CGによる復元
鎌倉市の発掘調査結果をもとに、CGによる義時の法華堂の復元が試みられている（製作：湘南工科大学、監修：鎌倉市教育委員会）

### 毛利季光、大江広元、島津忠久供養墓

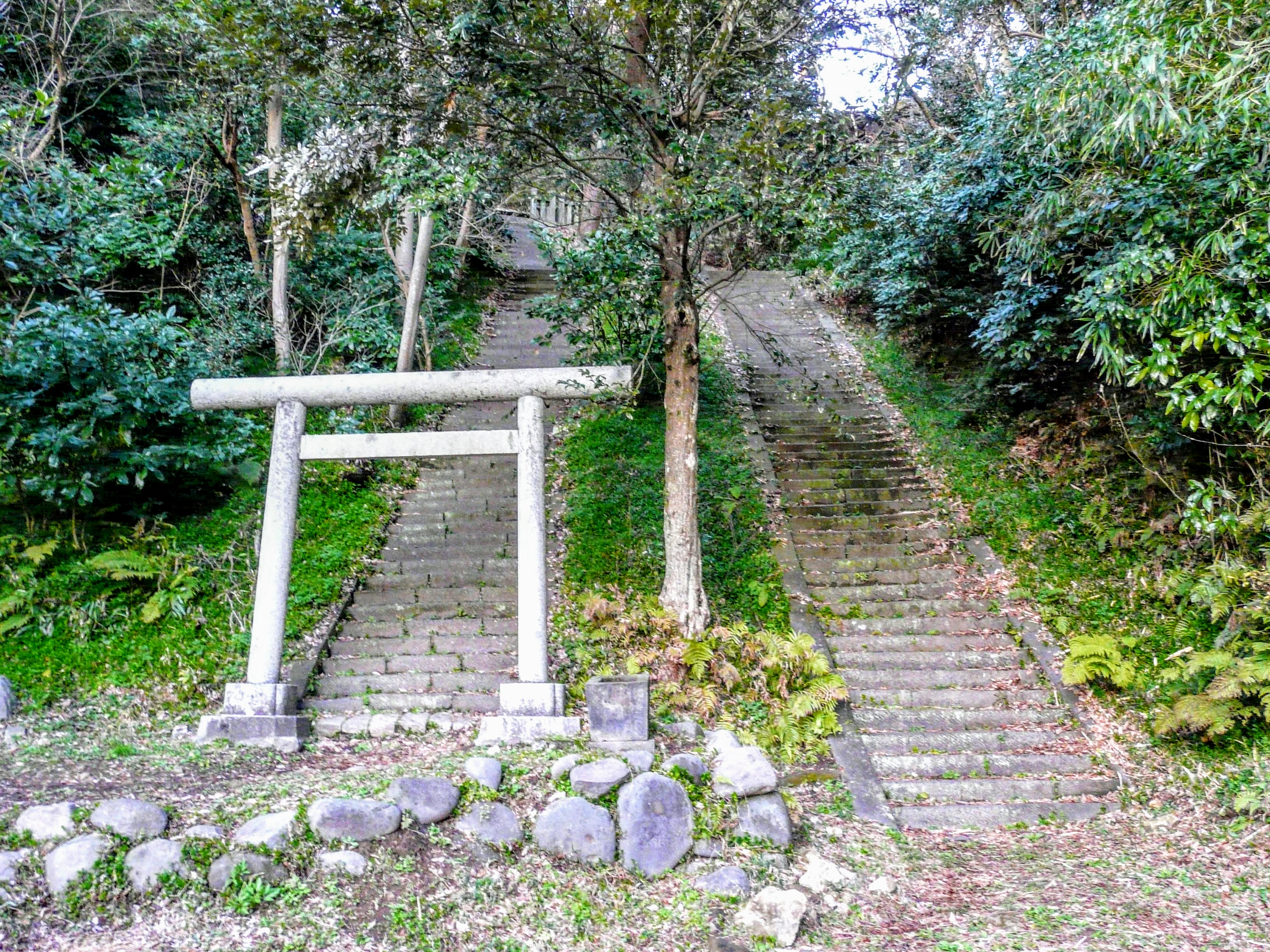
北条義時法華堂遺構の北奥にある鳥居と石段

北条義時の法華堂遺構から北奥の斜面に石造りの鳥居と2列の石段があり、石段の上部には、向かって左から毛利季光、大江広元、島津忠久の墓所がある。安永8年（1779年）に薩摩藩主・島津重豪が島津氏初代・忠久墓を造営、このときに頼朝墓の整備も行っている。文政6年（1823年）には萩藩主・毛利斉煕が毛利氏初代・季光墓と季光の父の大江広元墓を造営。墓所はいずれも、やぐらとよばれる鎌倉地方に点在する横穴墓を転用したものである。また参道、石段、灯籠等も併せて整備されている。
毛利季光の墓
毛利李光は、鎌倉幕府の御家人で、鎌倉幕府の創設に貢献した大江広元の四男であり、代々長州藩主となる毛利氏の祖となる人物である。北条氏と三浦氏が争った宝治合戦（1247年）で妻の実家の三浦氏に味方し、戦に敗れた三浦氏一族とともに源頼朝墓の法華堂で自害したと伝わる。大江広元の墓が造営されたのと同じ文政6年（西暦1823年）に、長州藩藩主・毛利斉煕により鶴岡八幡宮の西側の雪ノ下の鶯ケ谷の地に造営され、大正10年（1921年）にこの地に移設された。
大江広元の墓
大江広元は鎌倉幕府の政所初代別当を務めた人物で、毛利季光は広元の4男であり、源頼朝法華堂が季光終焉の地である。これらの縁から第10代長州藩主・毛利斉煕が文政6年（西暦1823年）に造営したもの。
島津忠久の墓
島津忠久は鎌倉幕府の御家人で、島津氏の祖であり、また頼朝の庶子であったと島津家に伝わっており、第8代薩摩藩主・島津重豪が頼朝墓に近いこの地に安永8年（西暦1779年）に島津氏初代・忠久の墓を造営した。

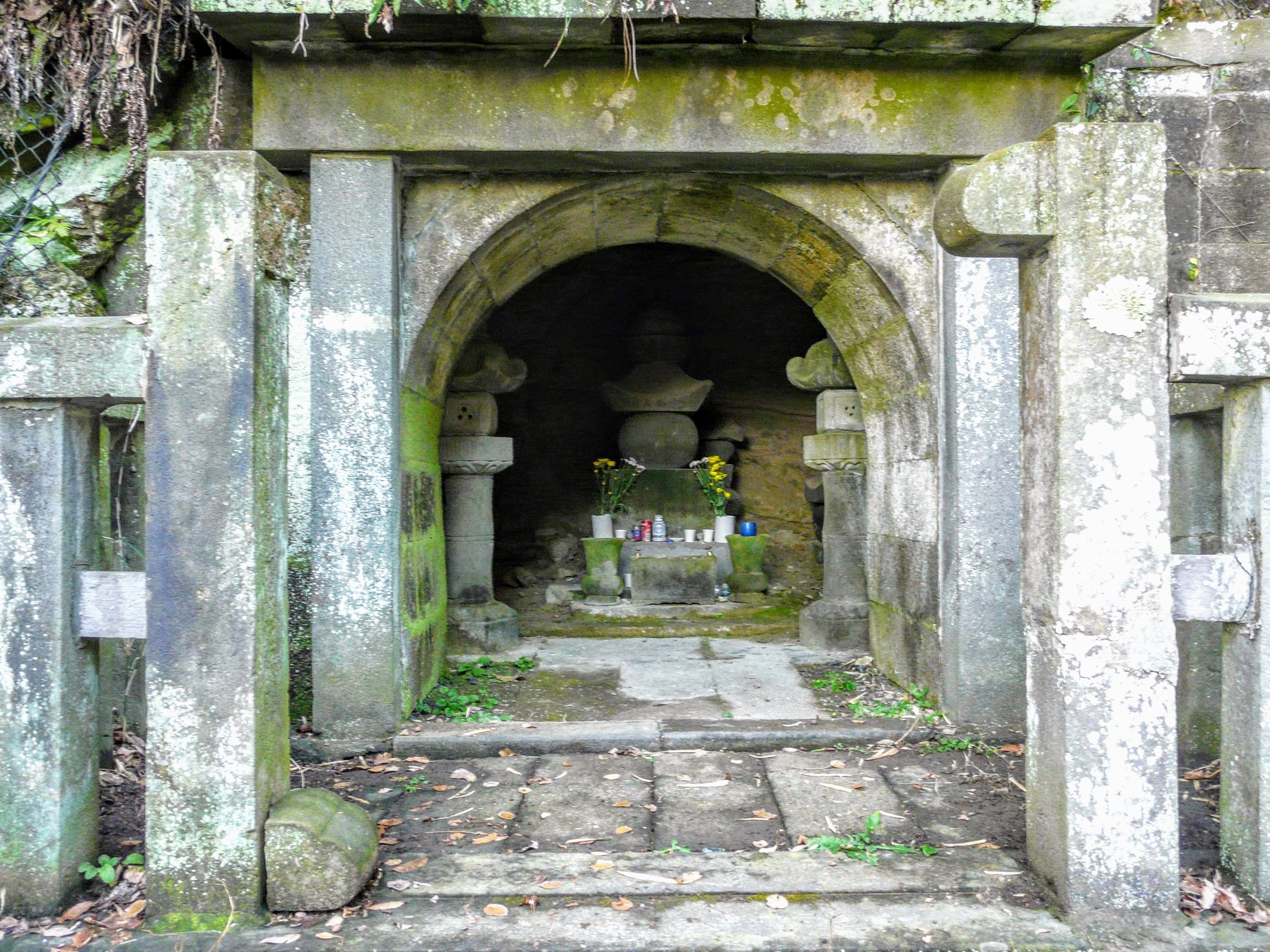
毛利李光供養墓
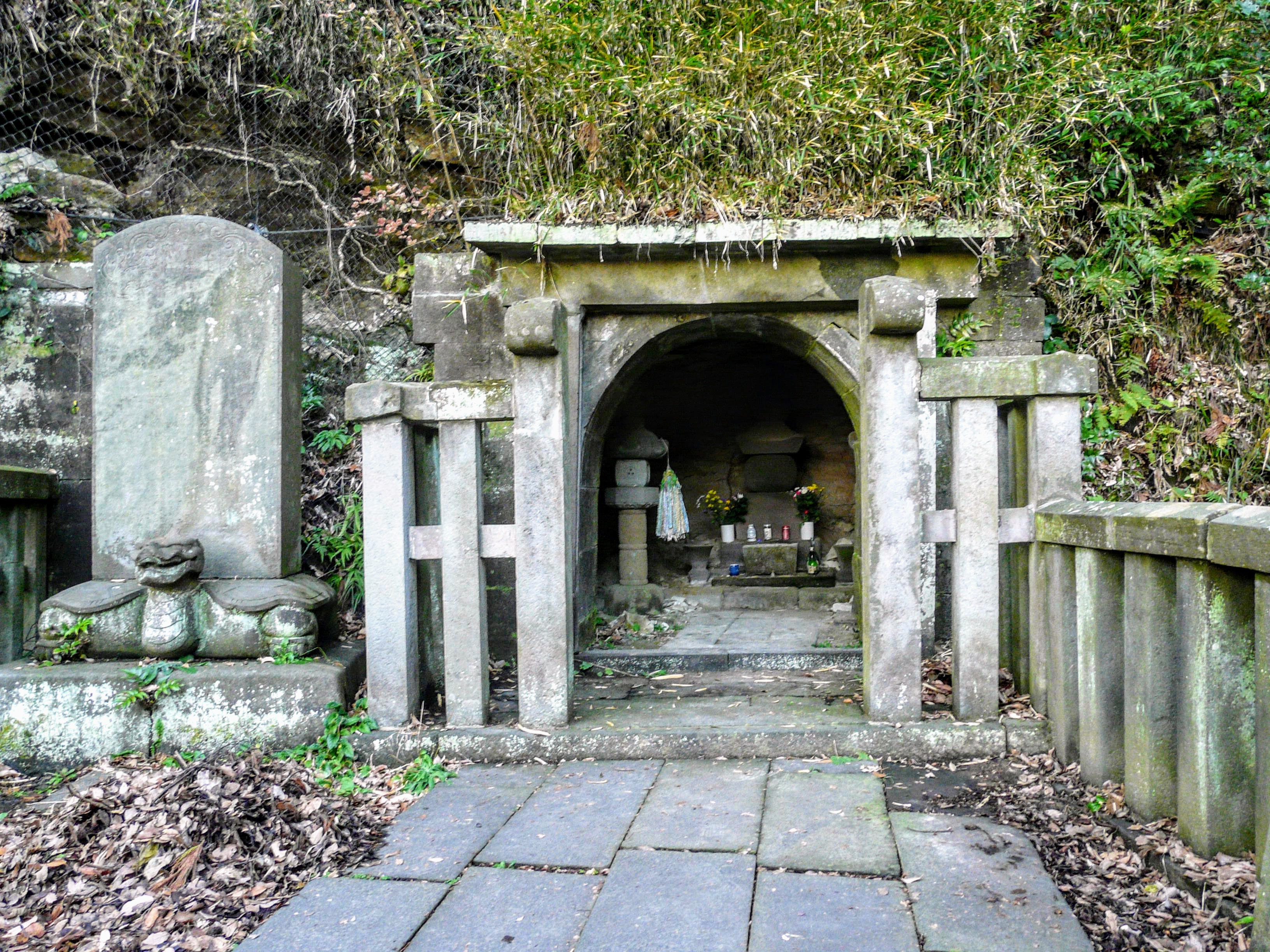
大江広元供養墓
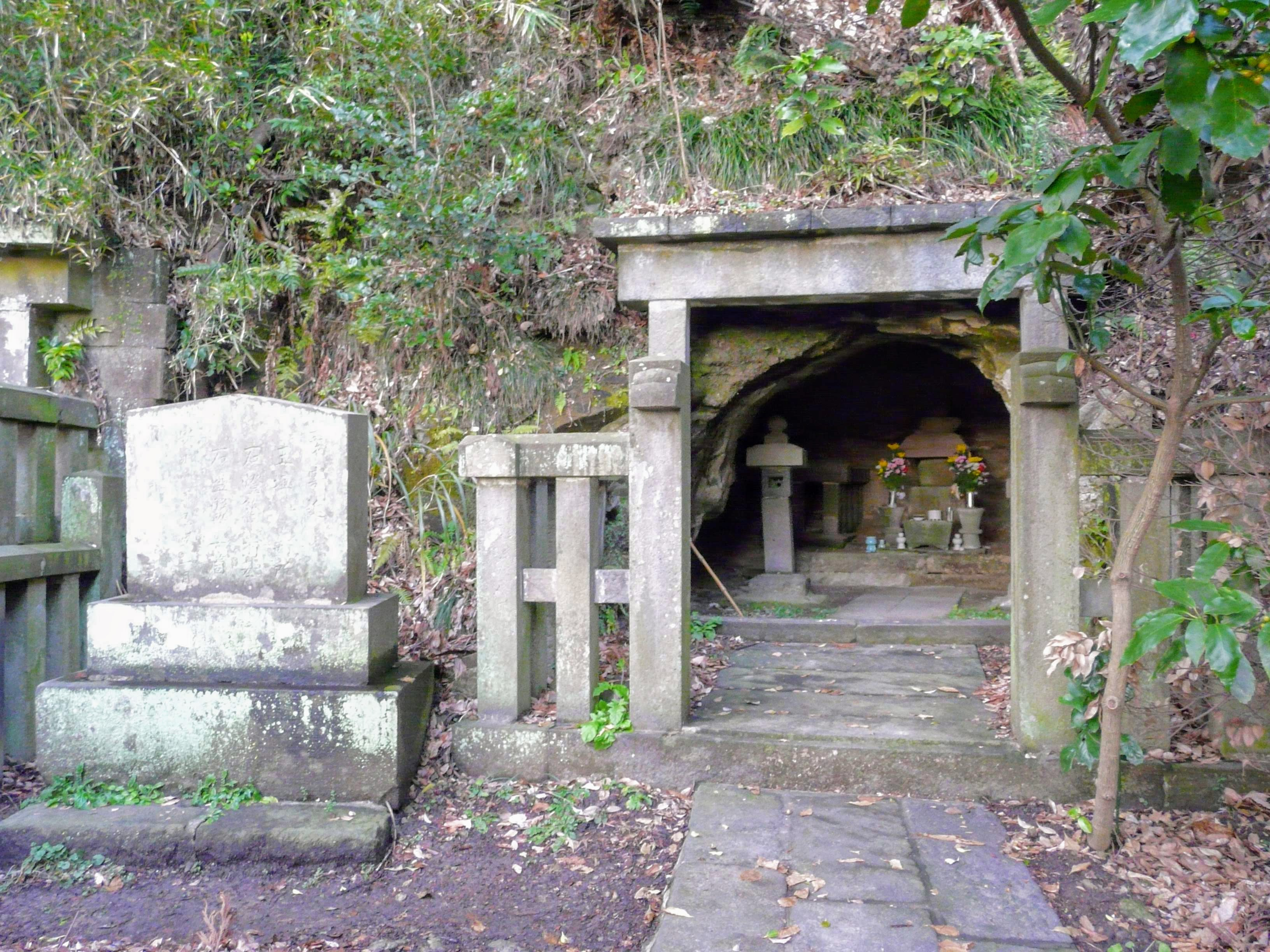
島津忠久供養墓
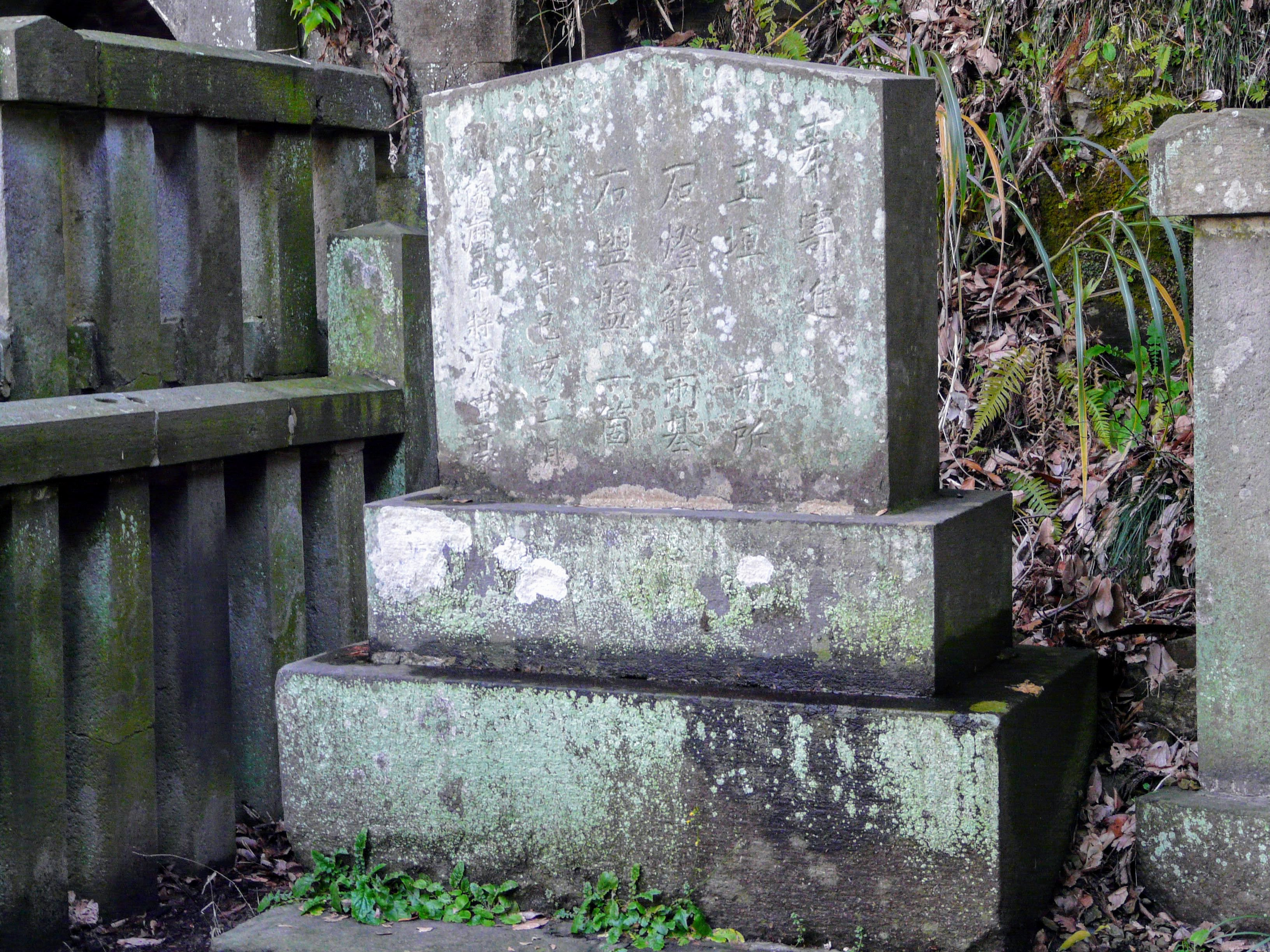
島津忠久供養墓横石版 安永8年（1779年）に玉垣、石灯籠などが寄進されたことが刻まれている

### 三浦泰村一族供養墓
毛利、大江、島津の墓所への石段から左側に進むと、やぐらがあり、三浦泰村一族の供養墓がある。宝治元年(1247年）の宝治合戦で、北条時頼に攻められた三浦泰村、及び一族276人が源頼朝法華堂に立てこもり自害したと伝わり、その自害した三浦一族を供養するための墓所である。

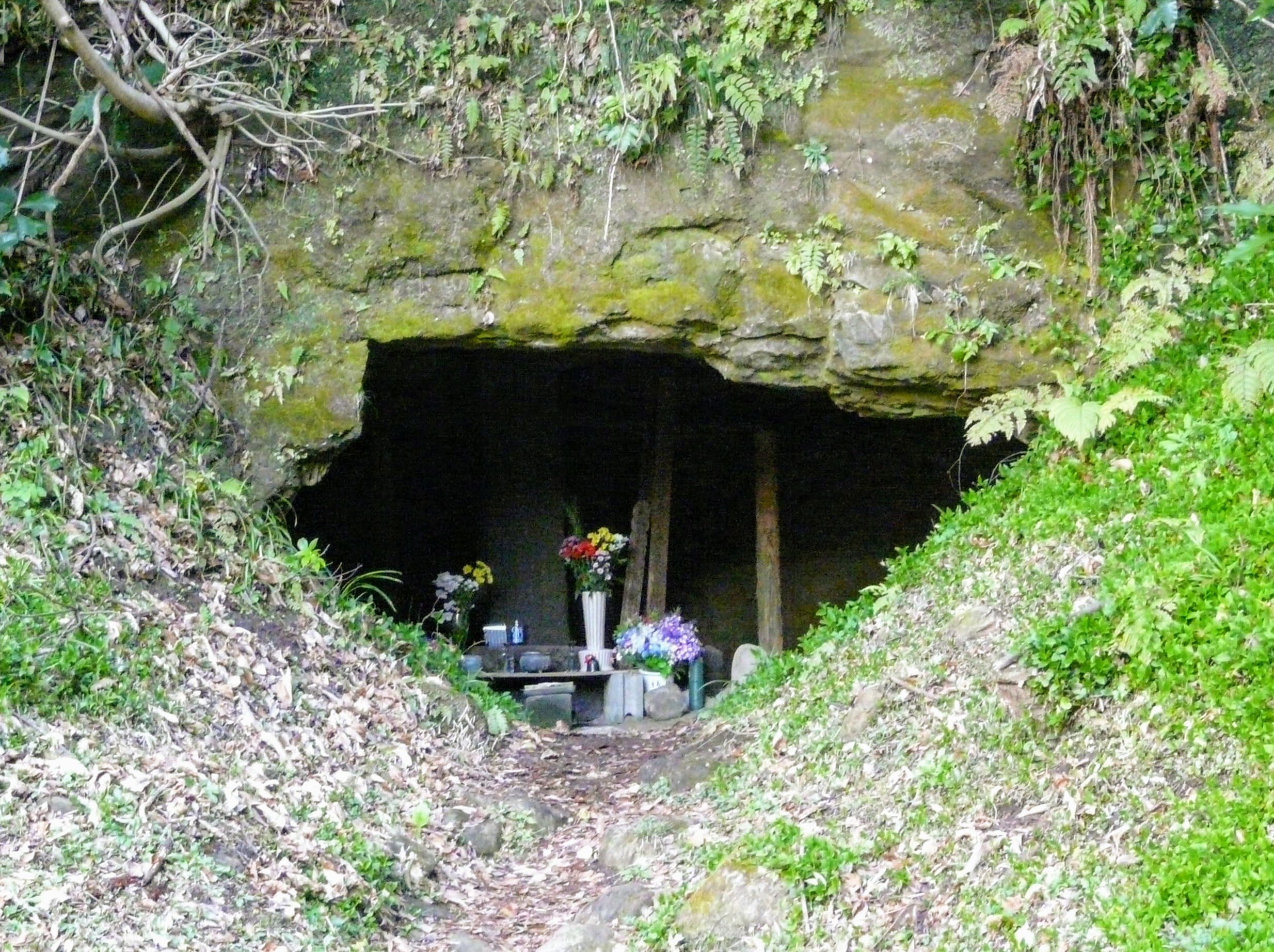
やぐら内にある三浦一族供養墓

## 文化財

### 国の史跡
法華堂跡（源頼朝墓・北条義時墓）
指定年月日： 1927年（昭和2年）4月8日。
山稜中腹部の塚と石塔を源頼朝墓、山裾部の廟所跡（現在の白旗神社境内）を「法華堂跡」として1927年（昭和2年）4月8日に史跡に指定された。その後の研究により、源頼朝墓は法華堂と同一で、中腹にある平場が法華堂跡であることが明らかになり、2000年（平成12年）1月31日に「法華堂跡（源頼朝墓）」に統合・名称変更された。指定範囲は東西約110メートル、南北約70メートルである。2006年（平成18年）7月28日に北条義時墓の法華堂跡遺構部分や源頼朝墓の参道付近などを追加指定し「法華堂跡（源頼朝墓・北条義時墓）」に名称変更が行われた。